# Hypsophthalmus montivagans
Hypsophthalmus montivagans är en loppart som beskrevs av De Meillon et Hardy 1954. Hypsophthalmus montivagans ingår i släktet Hypsophthalmus och familjen Chimaeropsyllidae. Inga underarter finns listade i Catalogue of Life.